# Cerro La Virgen (Concepción)
El Cerro La Virgen (Concepción), es un cerro ubicado en el sector norte de la comuna de Concepción (Chile), entre la Universidad de Concepción y la Universidad del Bío-Bío. Es un lugar muy concurrido por ser una extensa área verde inmediatamente al lado de la ciudad, teniendo una vista privilegiada de la ciudad y de las universidades que lo rodean, además en este lugar se encuentra un santuario dedicado a la Virgen María (madre de Jesús), donde cada año cientos de fieles se reúnen para pagar sus mandas, el santuario propiamente tal es de factura moderna.